# Lanz kocht!
Lanz kocht! war eine von Markus Lanz moderierte Kochsendung im ZDF. Sie wurde ab 2008 freitags abends zwischen etwa 23:00 Uhr und 0:30 Uhr an Stelle der Talkshow Markus Lanz ausgestrahlt. Ende Dezember 2012 wurde die Sendung eingestellt.
In den Sommerpausen 2008 und 2009 vertrat Markus Lanz mit seiner Sendung Johannes B. Kerners Kochshow Kerner kocht. Nachdem Kerner im Oktober 2009 das ZDF verlassen hatte, wurde Lanz kocht! stattdessen regelmäßig auf dem gleichen Sendeplatz ausgestrahlt.
Produziert wurde die Sendung anfangs von der Hamburger TV-Produktionsfirma Fernsehmacher, an der Johannes B. Kerner und Markus Heidemanns jeweils zur Hälfte beteiligt waren. Von Januar 2011 bis zur Einstellung produzierte Spiegel TV Infotainment in Zusammenarbeit mit dem Unternehmen Mhoch2 TV die Kochshow, an welchem Markus Lanz und Markus Heidemanns zu jeweils 50 % beteiligt sind.
Konzept der Sendung war es, dass fünf bekannte Köche und zunächst auch der Gewinner der Küchenschlacht während der Sendung je ein Gericht zubereiteten. Markus Lanz sowie die Köche bewerteten gegenseitig die Gerichte. Außerdem erhielten teilweise Studiozuschauer und, nachdem die Küchenschlachtgewinner nicht mehr als Mitköche auftraten, diese die einzelnen Gänge zur Verkostung.
Teilweise standen die Sendungen unter einem Motto. In unregelmäßigen Abständen fanden „Überraschungsmenü“-Sendungen statt, bei der den Köchen die Zutaten in der Sendung vorgegeben wurden, unter denen gerne auch einige für viele unbekannte Speisen vertreten waren.
Nachdem Markus Lanz im Oktober 2012 die Moderation von Wetten, dass..? übernommen hatte, wurde Lanz kocht! am 28. Dezember 2012 eingestellt. Gezeigt wurde eine 90-minütige Ausgabe der Sendung.

## Köche (Auswahl)
Folgende Köche traten in der Sendung auf.
- Denise Amann
- Martin Baudrexel
- Andreas Caminada
- Chakall
- Mario Gamba
- Hans Gerlach
- Ali Güngörmüş
- Hans Haas
- Steffen Henssler
- Alexander Herrmann
- Johannes King
- Kolja Kleeberg
- Martina Kömpel
- Mario Kotaska
- Gabi Kurz
- Johann Lafer
- Horst Lichter
- Léa Linster
- Christian Lohse
- Johanna Maier
- Tim Mälzer
- Stefan Marquard
- Nelson Müller
- Cornelia Poletto
- Rainer Sass
- Sybille Schönberger
- Alfons Schuhbeck
- Bernd Siefert
- Kim Sohyi
- Holger Stromberg
- Andreas C. Studer
- Heinz Wehmann
- Sarah Wiener
- Véronique Witzigmann
- Ralf Zacherl